# Chair à canon
La chair à canon est le nom donné au personnel militaire que l’on est disposé à sacrifier au feu ennemi pendant un engagement armé, malgré des probabilités de victoire très restreintes. L’expression désigne donc péjorativement des soldats généralement peu qualifiés, mal formés ou n’ayant pas le matériel adéquat et dont l’intérêt tactique est de faire diversion ou d’offrir une résistance momentanée à une force adverse pour un coût monétaire minimal.
La première formulation attestée de cette expression est celle de Chateaubriand dans son pamphlet "De Bonaparte et des Bourbons", publié en 1814: "On en était venu à ce point de mépris pour la vie des hommes et pour la France, d'appeler les conscrits la matière première et la chair à canon"

## Invasion de l'Ukraine par la Russie
Pendant l'Invasion de l'Ukraine par la Russie, une vidéo de LCI tend à prouver que les soldats russes auraient pour ordre d’avancer coûte que coûte, notamment dans la région de Koursk dans le but de récupérer la poche prise par les Ukrainiens en été 2024. Ils sont victimes des drones ukrainiens qui les frappent. Un soldat français engagé, côté ukrainien, dans la Légion internationale pense que des soldats russes sont « abattus » par leurs chefs s’ils n’avancent pas.